# Arses
Arses († 336 v. Chr.) war der vorletzte Herrscher des Perserreichs aus der Dynastie der Achämeniden, der nach babylonischen Texten auch den Thronnamen Artaxerxes IV. führte.

## Inthronisation
Nachdem der Eunuch Bagoas 338 v. Chr. Artaxerxes III. und einige seiner Söhne vergiftet hatte, bestieg mit Hilfe des Eunuchen der absichtlich verschonte jüngste Herrschersohn Arses als Artaxerxes IV. den Thron, wie aus der Inschrift auf einer Stele im Letoon zu Xanthos zu entnehmen ist.

## Regentschaft und Tod
Die außenpolitische Lage war äußerst angespannt, da zur gleichen Zeit in Griechenland König Philipp II. von Makedonien die Vorherrschaft errang. Dieser forderte von Arses Kompensation dafür, dass Artaxerxes III. Philipps Feinde unterstützt hatte. Als Arses die Kompensation ablehnte, setzte Philipp Vorauskommandos in Marsch, um eine Invasion Persiens vorzubereiten.
Innenpolitisch war Arses' Lage ebenfalls problematisch, da er sich dem starken Einfluss von Bagoas entgegenstellte. Arses plante schließlich die Ermordung des Eunuchen, fiel dann aber selbst einem Giftanschlag Bagoas' zum Opfer; auch alle seine Kinder wurden ermordet. Im Kampf zwischen Bagoas und dem letzten lebenden Achämeniden Dareios III. um die Nachfolge verlor Bagoas bezeichnenderweise ebenfalls durch Gift sein Leben.
Sein Name ist einmal auf einem Krugdeckel in ägyptischen Hieroglyphen belegt.